# 雅库布赫
雅库布赫（英語：Sakir-Har），古埃及第十五王朝国王。其名于埃及众多圣甲虫雕像出现，甚至于异族的克尔玛和巴勒斯坦地区也发现了刻有他名字的圣甲虫雕像，这表明古埃及与这几个地区都有贸易往来。